# Dworzec autobusowy w Suwałkach
Dworzec autobusowy w Suwałkach – dworzec służący komunikacji autobusowej z siedzibą w Suwałkach .
Dworzec posiada 8 stanowisk odjazdowych i jedno stanowisko dla wysiadających. Stanowiska odjazdowe posiadają zadaszenie, a ruch między stanowiskami odbywa się jedno kierunkowo. W budynku dworca znajdują się 2 kasy, a ponadto PKS Suwałki wynajmuję resztę pomieszczeń dwupiętrowego dworca. Dworzec mieści się przy ulicy Utrata 1b(droga krajowa nr. 8). Z dworca odjeżdżają pojazdy PKS Suwałki, PKS Travel i innych firm spod znaku PKS do takich miast jak Warszawa, Poznań, Białystok, Wrocław, Gdańsk, Olsztyn, Kraków, Augustów, Ełk, Budzisko (Granica), Pisz, Toruń i inne miasta. Na dworcu jest też postój TAXI, a nieopodal jego jest przystanek autobusowy. Pół kilometra od dworca autobusowego mieści się dworzec kolejowy. Jest to jedyny dworzec autobusowy w Suwałkach.